# Wojciech Wojtecki
Wojciech Wojtecki, właśc. Wojciech Wasilewski (ur. 17 sierpnia 1908 w Warszawie, zm. 19 czerwca 1964 w Monachium) – polski aktor teatralny, filmowy, reżyser oraz piosenkarz i poeta.

## Życiorys

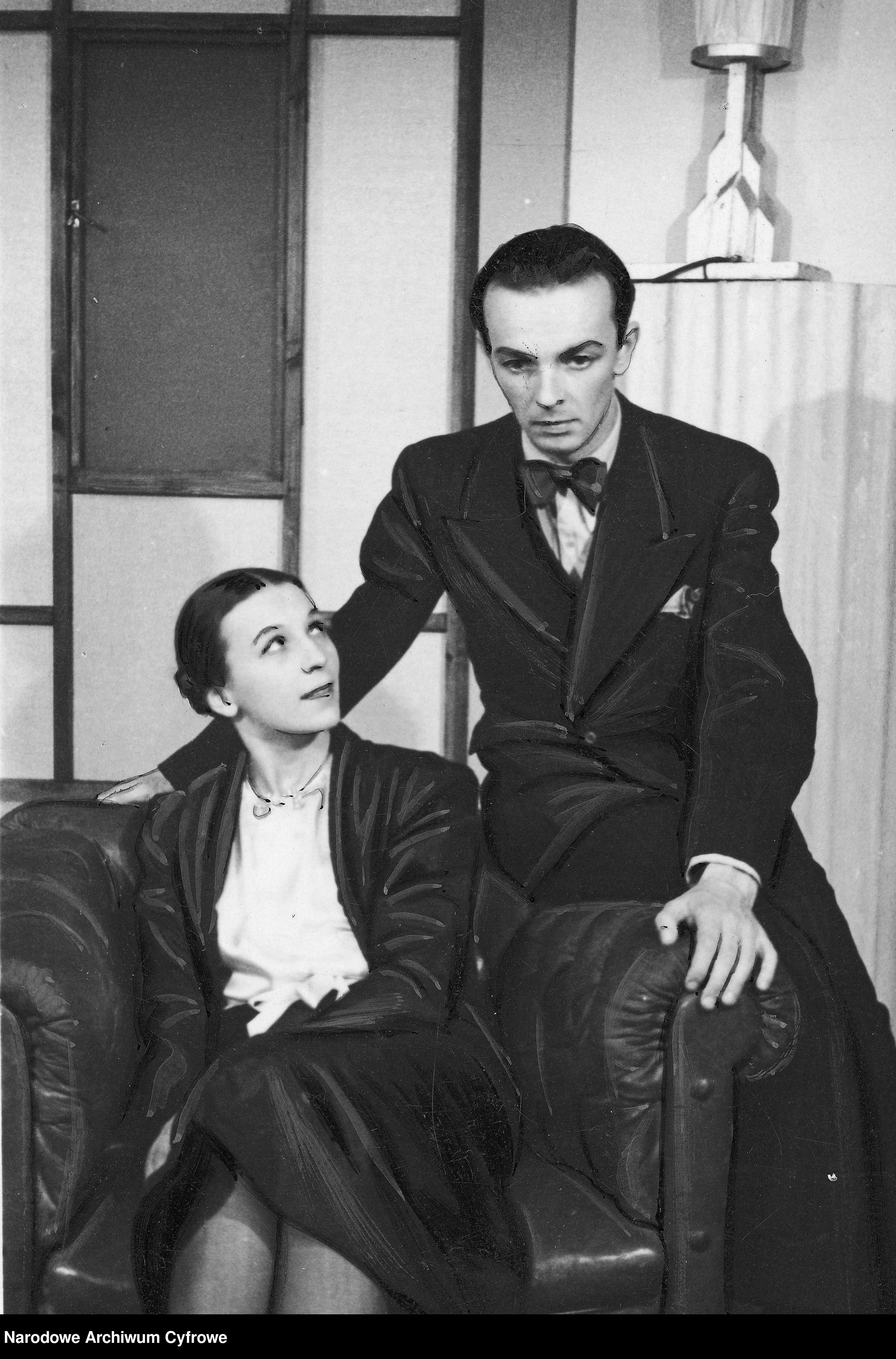
Halina Łęcka i Wojciech Wojtecki w spektaklu „Zamieszaj” w Teatrze Miejskim Kameralnym w Częstochowie

Karierę aktorską rozpoczął na początku lat trzydziestych na scenie Teatru Miejskiego Kameralnego w Częstochowie. Następnie występował: w Teatrze im. Słowackiego w Krakowie (sez. 1934/35), w Warszawie w Teatrze Ateneum (od lutego 1936), na scenie Teatru Narodowego (przedstawienie Warsztatu Teatralnego PIST Mąż przeznaczenia – maj), od czerwca 1936 do października 1937 w Teatrze Malickiej. W sezonie 1937/38 (do sierpnia 1938) grał w Teatrach Miejskich we Lwowie, a w sezonie 1938/39 w Teatrze Małym w Warszawie.
Wystąpił w filmie Ordynat Michorowski jako hrabia Bohdan Michorowski.
Po wybuchu wojny znalazł się na Węgrzech. W końcu 1939 zorganizował w Budapeszcie Teatr Objazdowy Polskiej YMCA, który grał dla polonii węgierskiej przez półtora roku.
Następnie przedostał się do Palestyny. Tam został aktorem i reżyserem Teatru Żołnierskiego Samodzielnej Brygady Strzelców Karpackich (potem Czołówki Karpackiej, a później Teatru Dramatycznego 2 Korpusu). Z teatrem tym występował na Bliskim i Środkowym Wschodzie. Pisywał także sztuki. To w tym okresie powstała napisana przez niego (do muzyki Juliusza Feuersteina i Wiarosława Sandelewskiego) piosenka Marsz, marsz, Brygado Karpacka (W Egiptu piaskach dalekich), która została nagrodzona w konkursie na pieśń SBSK. Był również pierwszym wykonawcą piosenki do słów Mariana Hemara Pamiętaj o tym, wnuku, że dziadzio był w Tobruku, która była prologiem do rewii Czołówki Karpackiej Pamiętaj o tym, wnuku, której premiera odbyła się jesienią 1941. W czasie pobytu w Egipcie Wojtecki współpracował również w rozgłośniami radiowymi w Aleksandrii i Kairze.
Po zakończeniu wojny pozostał na emigracji w Wielkiej Brytanii. Kierował londyńskim Teatrem Aktora oraz organizował polonijne życie teatralne. Brał udział w polskich przedstawieniach organizowanych m.in. w Scala Theatre w Londynie. W latach 1957–60 był prezesem ZASP na Emigracji. Ostatnie lata życia spędził w Monachium, gdzie pracował w polskiej rozgłośni Radia Wolna Europa. Zginął w wypadku samochodowym.
Był mężem najpierw aktorki Krystyny Ankwicz, potem aktorki i pisarki Weroniki Lechówny.

## Role teatralne
- 1934: Damy i huzary, Aleksander Fredro – jako Edmund
- 1935: Klub kawalerów, Michał Bałucki – jako Topolnicki, reż. Karol Wyrwicz-Wichrowski, Teatr Miejski im. Juliusza Słowackiego, Kraków
- 1935: Balladyna, Juliusz Słowacki – Kirkor, reż. Iwo Gall, Stołeczny Teatr Powszechny, Warszawa
- 1936: Pan Geldhab, Aleksander Fredro – jako Lubomir, reż. Stanisława Perzanowska, Teatr Ateneum, Warszawa
- 1951: Uciekła mi przepióreczka, Stefan Żeromski – jako Przełęcki, reż. Wojciech Wojtecki, Teatr Aktora, Londyn
- 1952: Fircyk w zalotach, Franciszek Zabłocki, Teatr Aktora, Londyn
- 1954: Pociąg do Wenecji, Georges Berr, Louis Verneuil – jako Michał Ancelot, reż. Wojciech Wojtecki, Teatr Aktora, Londyn
- 1955: Pan Tadeusz, Adam Mickiewicz – jako Hrabia, reż. Leopold Kielanowski, Teatr Polski ZASP, Londyn
- 1955:	Skiz, Gabriela Zapolska – Tolo, reż. Leopold Kielanowski Leopold, Teatr Nowy, Londyn
- 1957: Wyzwolenie, Stanisław Wyspiański – jako Reżyser, reż. Leopold Kielanowski, Teatr Polski ZASP, Londyn
- 1958: Klub kawalerów, Michał Bałucki – jako Wygodnicki, reż. Wojciech Wojtecki, Teatr Polski ZASP, Londyn
- 1958: Książę Niezłomny, Juliusz Słowacki – jako Don Fernand, reż. Leopold Kielanowski, Teatr Polski ZASP, Londyn
- 1959 Rejtan, Kazimierz Brończyk – jako Król Stanisław August Poniatowski, reż. Leopold Kielanowski, Teatr Polski ZASP, Londyn

## Reżyseria
- 1951: Polityka i miłość, Laszlo Bus-Fekete, Teatr Aktora, Londyn
- 1951: Uciekła mi przepióreczka, Stefan Żeromski, Teatr Aktora, Londyn
- 1952: Fircyk w zalotach, Franciszek Zabłocki, Teatr Aktora, Londyn
- 1953: Grzegorz Dyndała, czyli mąż pognębiony, Molière, Teatr Aktora, Londyn
- 1954:	Pociąg do Wenecji, Georges Berr, Louis Verneuil, Teatr Aktora, Londyn
- 1954: Ptak, Jerzy Szaniawski, Teatr Aktora, Londyn
- 1954: Gość oczekiwany, Zofia Kossak-Szczucka, Teatr Polski ZASP, Londyn
- 1954: Oficer gwardii, Ferenc Molnár, Teatr Aktora, Londyn
- 1954:	Krystyna musi mieć syna, Marek Gomuliński, Teatr Aktora, Londyn
- 1955: Porwanie Sabinek, Julian Tuwim, Teatr Aktora, Londyn
- 1955: Szczęście Frania, Włodzimierz Perzyński, Teatr Aktora, Londyn
- 1957: Trafika pani generałowej, Laszlo Bus-Fekete, Teatr Aktora, Londyn
- 1958: Klub kawalerów, Michał Bałucki, Teatr Polski ZASP, Londyn